# Duke Nalon
Dennis Duke Nalon va ser un pilot estatunidenc de curses automobilístiques nascut el 2 de març del 1913 a Chicago, Illinois.
Nalon va ser campió en diverses categories abans de córrer a la Champ Car a les temporades 1938-1953 incloent-hi la cursa de les 500 milles d'Indianapolis de diversos d'aquests anys.
Duke Nalon va morir el 26 de febrer del 2001.

## Resultats a la Indy 500
| Any    | Cotxe  | Sortida | Vel. mitja | Ranking | Final  | Voltes | V. líder | Retirat          |
| ------ | ------ | ------- | ---------- | ------- | ------ | ------ | -------- | ---------------- |
| 1938   | 43     | 33      | 113.828    | 33      | 11     | 178    | 0        | A 22 voltes      |
| 1940   | 21     | 25      | 121.790    | 24      | 22     | 120    | 0        | Motor            |
| 1941   | 17     | 30      | 122.951    | 17      | 15     | 173    | 0        | A 27 voltes      |
| 1946   | 54     | 32      | 119.682    | 29      | 22     | 45     | 0        | Junta universal  |
| 1947   | 46     | 18      | 128.082    | 2       | 16     | 119    | 0        | Pistons          |
| 1948   | 54     | 11      | 131.603    | 1       | 3      | 200    | 9        | Va acabar        |
| 1949   | 54     | 1       | 132.939    | 1       | 29     | 23     | 23       | Accident         |
| 1951   | 18     | 1       | 136.498    | 2       | 10     | 151    | 0        | Motor            |
| 1952   | 36     | 4       | 136.188    | 8       | 25     | 84     | 0        | Sobrealimentació |
| 1953   | 9      | 26      | 135.461    | 30      | 11     | 191    | 0        | Virolla          |
| Totals | Totals | Totals  | Totals     | Totals  | Totals | 1284   | 32       |                  |

| Curses       | 10 |
| Poles        | 2  |
| Voltes líder | 32 |
| Victòries    | 0  |
| Top 5        | 1  |
| Top 10       | 2  |
| Retirades    | 7  |

## A la F1
El Gran Premi d'Indianapolis 500 va formar part del calendari del campionat del món de la Fórmula 1 entre les temporades 1950 a la 1960.
Els pilots que competien a la Indy durant aquests anys també eren comptabilitats pel campionat de la F1.
Duke Nalon va participar en 3 curses de F1, debutant al Gran Premi d'Indianapolis 500 del 1951.

### Palmarès a la F1
- Participacions: 3
- Poles: 0
- Voltes Ràpides: 0
- Victòries: 0
- Pòdiums: 0
- Punts vàlids per la F1: 0